# Violka lesní

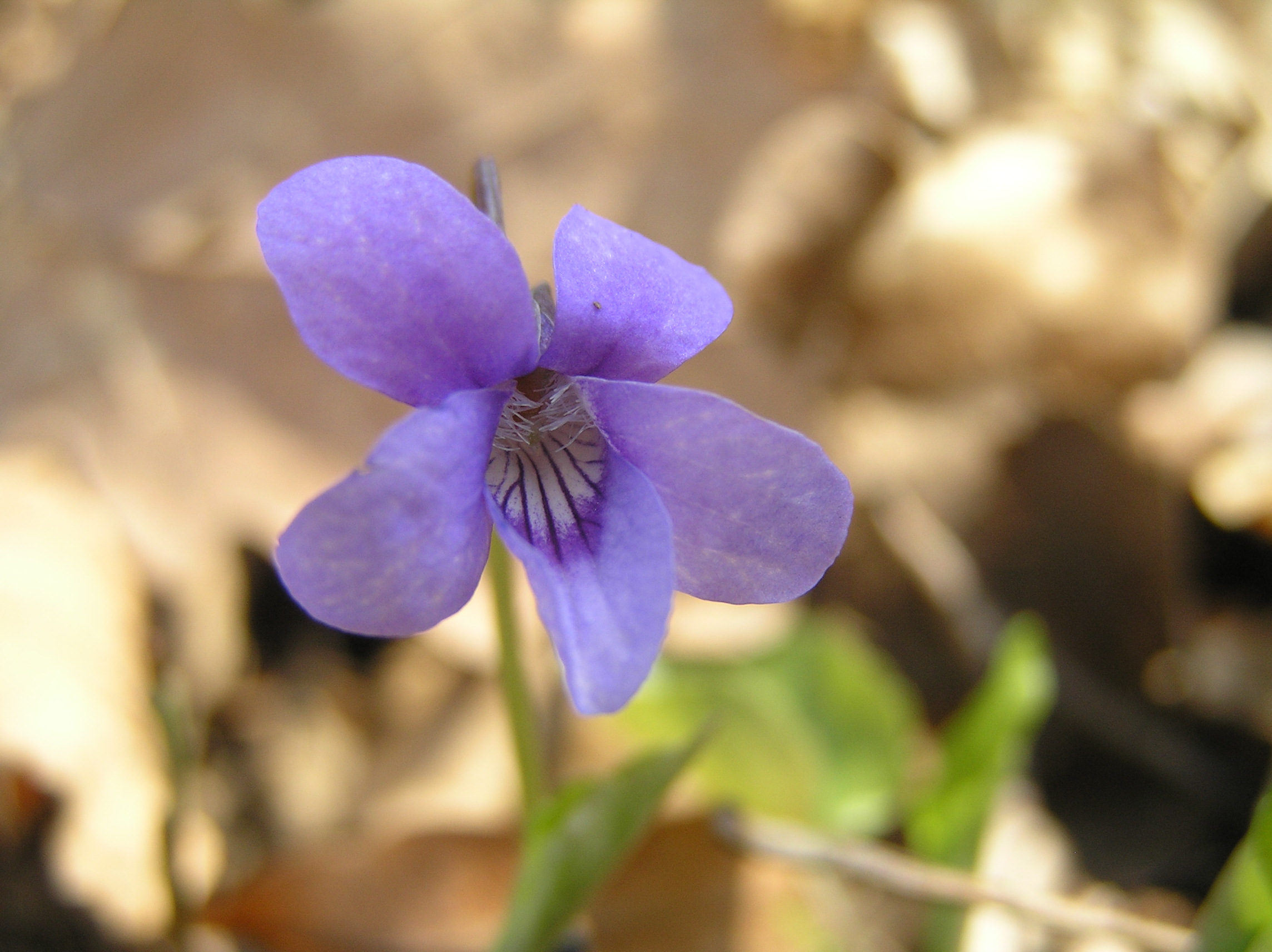
Detail květu

Violka lesní (Viola reichenbachiana, syn.: Viola sylvestris, Viola silvatica) je vytrvalá bylina z čeledi violkovité (Violaceae). Dorůstá výšky cca 8-12 cm, v době plodů většinou ještě o kousek vyroste. Oddenek je přímý, zpravidla bez výběžků. Listy jsou jednoduché, čepele listů na bázi srdčité, vejčité až trojúhelníkovité, většinou o kousek delší než širší, všechny listy na okraji mělce vroubkovaně pilovité. Lodyha se vytváří, jsou přítomny přízemní i lodyžní listy. Na bázi listů jsou palisty, které jsou u přízemních i lodyžních listů čárkovité až úzce kopinaté a třásnitě zubaté. Na květní stopce jsou v horní třetině 2 listénce. Květy jsou nevonné. Přívěsky kališních lístků jsou malé, cca 1,5 mm dlouhé, zabírající 1/5-1/10 délky kališního lístku (tedy menší než u violky Rivinovy). Korunní lístky jsou modrofialové až fialové (na pasekách jsou někdy až bělavé), ostruha je fialová a tenká (do 2 mm) (podobná violka Rivinova má ostruhu bělavou a silnější (cca 3 mm). Kvete v dubnu až v červnu, některé rostliny jednotlivě vykvétají i později. Plodem je tobolka.

## Rozšíření ve světě
Roste v západnější části Evropy, na východ po Ukrajinu méně i v severní Africe, Turecku na Kavkaze a v Íránu. Mapa viz zde: .

## Rozšíření v Česku
V ČR se jedná o jednu z nejhojnějších violek, je rozšířena po celé zemi, jen ve vyšších horských polohách je vzácná. Preferuje bohatší a hlubší půdy. Najdeme ji nejčastěji v bučinách, dubohabřinách, suťových lesích či v tvrdých luzích, méně i v jiných společenstvech. V extrémně kyselých a suchých lesích většinou chybí, stejně jako v lesích silně podmáčených a rašelinných. Mimo les roste jen málo (např. paseky aj.).

## Kříženci
Často se kříží s violkou Rivinovou, kříženec se jmenuje Viola × dubia a hojně vytváří hybridní roje. Celkem častý je také kříženec s violkou psí, kříženec se jmenuje Viola × borussica, existují i další hybridní kombinace.